# Циклопічна кладка

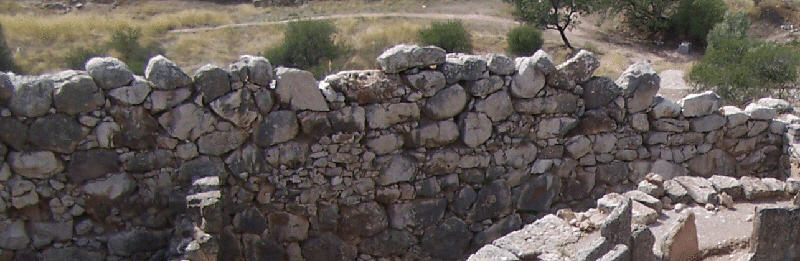
Типовий приклад циклопічної кладки у поховальному колі А Мікен, Греція

Циклопі́чна кла́дка, також Кіклопі́чна кла́дка — спосіб кладки із величезних необкатаних та необроблених каменів неправильної форми, як правило, на глиняному розчині із заповненням проміжків між ними дрібнішими каменями. Характерна для мікенської архітектури бронзової доби. Зустрічається переважно в Середземномор'ї.
В сучасному вжитку циклопічною кладкою називають спосіб укладання необробленого каміння на товстий шар цементу, подібно до мозаїчної кладки, із постійною товщиною шва.

## Географічне розповсюдження

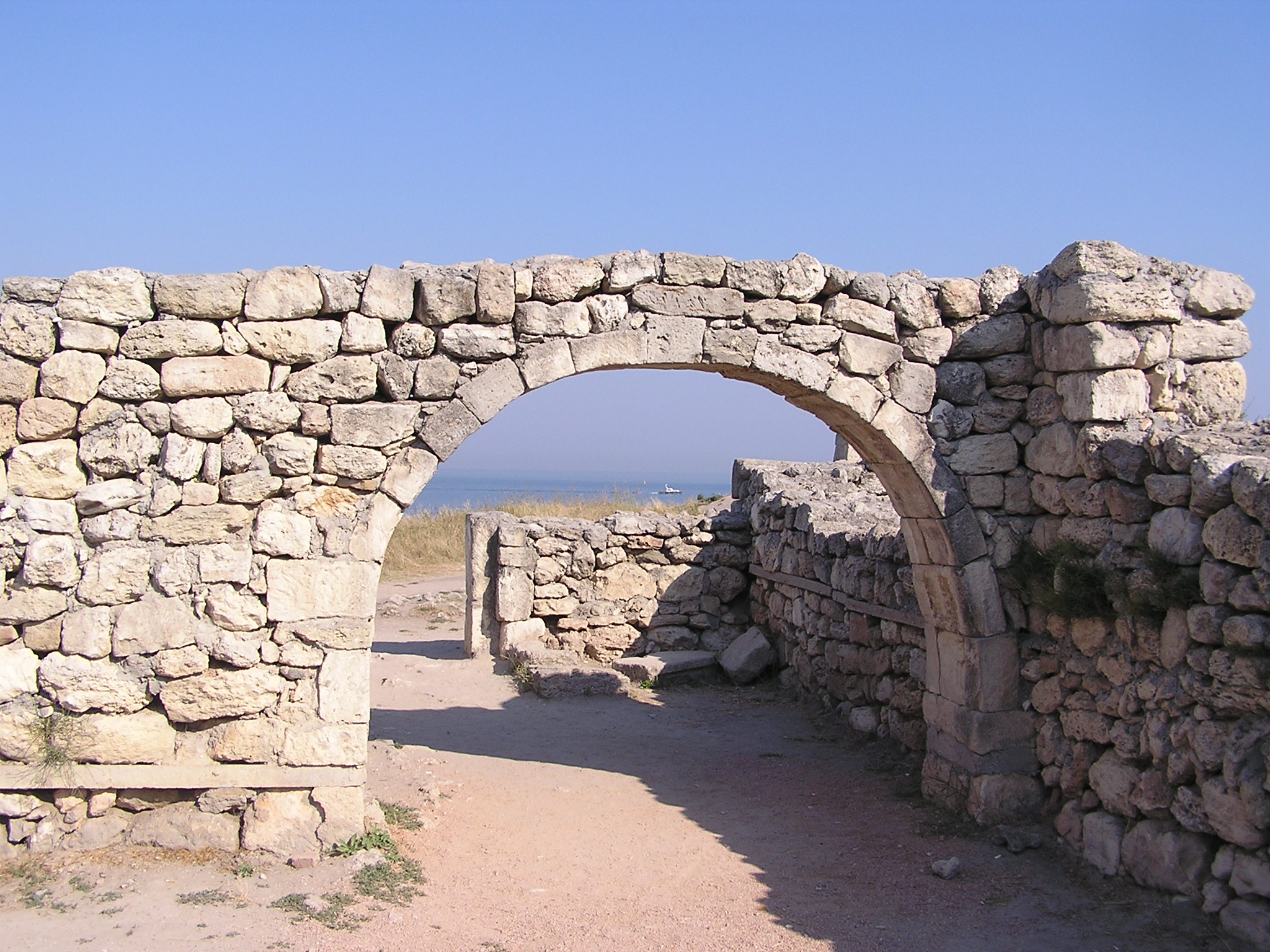
Заїжджий двір Херсонесу Таврійського, Україна

Циклопічна кладка — одна з таємниць давньогрецької архітектури, частіше за все вона зустрічається на території Середземномор'я, Вірменського нагір'я (поширеніша назва «циклопічний замок»), а також в Україні в Криму. Один з найвідоміших прикладів — так звані, Левові ворота у  Мікенах, споруджені в XIV—XIII столітті до н. е.
Іншим прикладом циклопічної кладки є Храм Гарні у Вірменії, у фундаменті стіни якого виявлено залишки циклопічної фортеці бронзової доби. Далі йде пізніша кладка (першої половини III століття до н. е.) із чисто обтесаних базальтових брил вагою до 6 тонн, без застосування вапняного розчину. Важкі плити скріплені залізними скобами, залитими свинцем. Верхній ряд стіни складається з такої самої кладки і належить до I століття н. е.
Так званий, Заїжджий двір на території археологічної ділянки Херсонесу Таврійського — грецької колонії, заснованої у V столітті до н. е. вихідцями із Гераклеї Понтійської, нині поблизу Севастополя, Україна, також є прикладом циклопічної кладки.